# Барово (Демир Капија)
Барово (мкд. Барово) је насеље у Северној Македонији, у јужном делу државе. Барово је насеље у оквиру општине Демир Капија.

## Географија
Барово је смештено у јужном делу Северне Македоније. Од најближег града, Кавадараца, село је удаљено 20 km југоисточно.
Село Барово се налази у историјској области Тиквеш. Село је на северним падинама планине Кожуф, на приближно 470 метара надморске висине. Непосредно источно од насеља протиче речица Бошава.
Месна клима је измењена континентална са значајним утицајем Егејског мора (жарка лета).

## Становништво
Барово је према последњем попису из 2002. године имало 10 становника.
Већинско становништво у насељу су етнички Македонци (90%), а мањина су Турци (10%). Почетком 20. века Турци су чинили више од половине насељског становништва, а потом су се спонтано иселили у матицу.
Претежна вероисповест месног становништва је православље.